# Ioana Petrescu
Ioana Petrescu (Bucarest, 1º luglio 1980) è una politica ed economista rumena, ex consigliere di Stato nella cancelleria del Primo ministro nel settembre 2013. Nel marzo 2014 è stata nominata ministro delle finanze del Governo Ponta III, mantenendo la posizione fino al dicembre 2014..

## Biografia
Figlia di due ingegneri, fu cresciuta dai nonni a Cornu, fino al suo trasferimento a Bucarest per frequentare la scuola.
Dopo essersi diplomata al Liceo Mihai Viteazul di Bucarest, ha conseguito il B.A. in economia e matematica presso il Wellesley College di Boston e ,successivamente, il Ph.D in economia presso l'Università di Harvard. Ha, inoltre, frequentato l'Univeristà del Maryland negli Stati Uniti.
Nel 2018 si è iscritta al partito PRO Romania di Victor Ponta.